# Cocculinellidae
Famille
Les Cocculinellidae sont une famille de gastéropodes vivant dans l'océan Indien entre 13 et 450 m de profondeur. Mesurant entre 2 et 3 mm, les espèces de cette famille ont une forme de capuchon et d'ovale allongée.

## Liste des genres
Selon World Register of Marine Species (22 mars 2021) :
- Genre Cocculinella Thiele, 1909